# Сестра моя Люся
«Сестра моя Люся» — советский телефильм 1985 года, снятый на киностудии «Казахфильм» режиссёром Ермеком Шинарбаевым.

## Сюжет
Главный герой фильма — космонавт — вспоминает свое детство, выпавшее на трудное послевоенное время. Пролетая высоко над Землей, он думает о Люсе, русской девочке из того времени, тогда ему было 7 лет, и его мама Айгюль приютила у себя в доме бывшую в эвакуации Клаву, потерявшую мужа на фронте, с 12-летней дочерью Люсей…

В картине много коротких судеб-новелл, обрамляющих историю главных героев. … Обо всей этой круговерти Шинарбаев рассказывает просто, резко, не утаивая горечи, но и не смакуя невеселые подробности в жизни его героев, которые в картинах о послевоенном времени порой ещё подменяют существо рассказа.— Телевидение и радиовещание, № 8, 1988

## В ролях
- Хамар Адамбаева — Айгуль
- Ольга Остроумова — Клава, мать Люси
- Лариса Великоцкая — Люся
- Маулен Халыков — сын Айгуль
- Николай Гринько — Илья Лёва, старик с тележкой
- Ануарбек Молдабеков — Баир, железнодорожник
- Любовь Германова — девушка с собакой
- Валентина Тё — девушка в окне
- Гульнара Рахимбаева — учительница
- Тамара Косубаева — соседка
- Олеся Иванова — солдатка
- Виктор Евграфов — Женька-матрос, безногий инвалид
- Борис Клюев — Фёдор
- Тунгышбай Жаманкулов — Ибрагим
- Игорь Боголюбов — Пантелеев
- Раиса Мухамедьярова — эпизод

Закадровый текст читает Иннокентий Смоктуновский.

## Фестивали и награды
- 1985 — Всесоюзный кинофестиваль — специальный приз.
- 1987 — II Республиканский смотр-конкурсе работ молодых кинематографистов «Бастау-87», Алма-Ата — Приз и диплом «За убедительное художественное воплощение темы дружбы народов».
- 1987 — Международный кинофестиваль в Амьене (Франция) — специальный приз жюри.
- 2001 — Кинофестиваль трёх континентов (Нант, Франция) — показ в ретроспективе.